# Heterozigóta
A heterozigóta sejtek diploidok vagy poliploidok és eltérő alléllel rendelkeznek egy adott lokuszán a homológ kromoszómáknak. Amikor egy élőlényt a heterozigóta kifejezéssel illetünk, akkor az azt jelenti, hogy két homológ kromoszómáján egymástól eltérő génkópiákat hordoz. Azaz a genotípus Aa. Az ilyen sejt vagy élőlény heterozigótának tekintendő.
Az élőlény fenotípusában a domináns A allél hatása mutatkozik.